# Geocentrophora cavernicola
Geocentrophora cavernicola är en plattmaskart. Geocentrophora cavernicola ingår i släktet Geocentrophora och familjen Prorhynchidae. Inga underarter finns listade i Catalogue of Life.